# Albert Camus
Albert Camus (født 7. november 1913, død 4. januar 1960), var en fransk forfatter. Han blev født i Dréan i Algeriet af franske forældre (pied-noir) og voksede op i stor fattigdom, men opnåede alligevel at få plads på universitetet. I sin universitetstid blev han ramt af tuberkulose, en sygdom der plagede ham resten af livet. I 1940 flyttede han til Frankrig. Under 2. verdenskrig var han med i den franske modstandsbevægelse, og blev journalist på undergrundsavisen Combat, hvor han lærte Jean-Paul Sartre at kende.

## Forfatterskab
Camus kredser i sin prosa, dramatik og essayistik om eksistentialismens hovedspørgsmål; hvordan man som menneske forholder sig til livets grundlæggende meningsløshed eller absurditet. Hans gennembrud kom i 1942 med romanen Den fremmede. I 1947 kom Pesten og i 1956 Faldet. I Pesten er budskabet, at midt i lidelsen gælder det om at vise sine medmennesker godhed. Om end de gode gerninger ikke kan frelse os, er de til hjælp mod tilværelsens meningsløshed. Fællesskabsfølelsen tjener til at genrejse menneskets værdighed. I modsætning til Sartre, stiller Camus absolutter op, som retfærdighed, lykke og godhed. Sartre troede ikke på disse, og det udartede til en polemik mellem de to, som i 1952 satte et punktum for deres venskab.
I Faldet er Camus' budskab et andet. Vi hører om en vellykket sagfører, som en sen efterårsnat bliver vidne til, at en kvinde kaster sig i Seinen. Lamslået hører han hendes skrig forsvinde nedad floden. Da han senere vender tilbage til stedet, hører han en rå latter, som i lighed med kvindeskriget forsvinder nedad floden. Det tolker han som en forbandelse, fordi han ikke frelste kvinden. Han slår sig ned i Amsterdams havnekvarter, hvor han går rundt og bekender for andre, for at få dem til at indse hvordan menneskene er. Vor trang til absolutter som retfærdighed, sandhed og godhed er, ifølge Camus' sagførerskikkelse, kun et skalkeskjul for forfængelighed og egoisme. Beskedenhed er et redskab for at brillere, dyden et redskab til at undertrykke med. Det er dette, der er "faldet", menneskets syndefald.
Oversat til dansk er romanerne Den fremmede (da. 1944), Pesten (da. 1948), Faldet (da. 1957) og Den lykkelige død (da. 1972) samt novellesamlingen Eksil og kongedømme (da. 1958).
Camus' filosofiske hovedværker er Sisyfos-myten (da. 1960) som sætter søgelys på selvmord, og Oprøreren (da. 1964). Sisyfos-myten handler om erfaringen af det absurde i fraværet af Gud.
Skuespillene er Caligula (oversat af Poul La Cour 1944) og De retfærdige (oversat af Svend Fridberg 1961).
Han fik Nobelprisen i litteratur i 1957.
Camus omkom ved en bilulykke ved Villeblevin i Yonne den 4. januar 1960. En bog fra 2019 argumenterer for, at spioner fra KGB stod bag pga. Camus anti-sovjetiske retorik.

### Værker oversat til dansk
| Dansk titel         | Genre      | År   | Oversætter                   | Forlag    | Original titel       | År        | ISBN               |
| ------------------- | ---------- | ---- | ---------------------------- | --------- | -------------------- | --------- | ------------------ |
| Caligula            | drama      | 1957 | Paul la Cour                 | Gyldendal | Caligula             | 1938      |                    |
| Sisyfosmyten        | essays     | 2015 |                              | Gyldendal | Le Mythe de Sisyphe  | 1942      | ISBN 9788702183405 |
| Den fremmede        | roman      | 1972 | Magna Hartvig og Else Mammen | Gyldendal | L'Étranger           | 1942      | ISBN 8700583111    |
| Pesten              | roman      | 2012 | Hans Peter Lund              | Gyldendal | La Peste             | 1947      | ISBN 9788702120011 |
| De retfærdige       | drama      | 1961 | Svend Fridberg               | Gyldendal | Les justes           | 1949      |                    |
| Oprøreren           | essays     | 1991 |                              | Spektrum  | L'homme révolté      | 1951      | ISBN 87-7763-018-1 |
| Faldet              | fortælling | 2010 | Hans Peter Lund              | Gyldendal | La Chute             | 1956      | ISBN 9788702097887 |
| Eksil og kongedømme | noveller   | 2015 |                              | Gyldendal | L'Exil et le Royaume | 1957      | ISBN 9788702140002 |
| Det første menneske | roman      | 1995 |                              | Gyldendal | Le Premier Homme     | 1995      | ISBN 87-00-20134-0 |
| Dagbøger            | essays     | 1992 | Hans Peter Lund (red.)       | Gyldendal | Carnets              | 1935-1959 | ISBN 8700520047    |